# ヘモシアニン

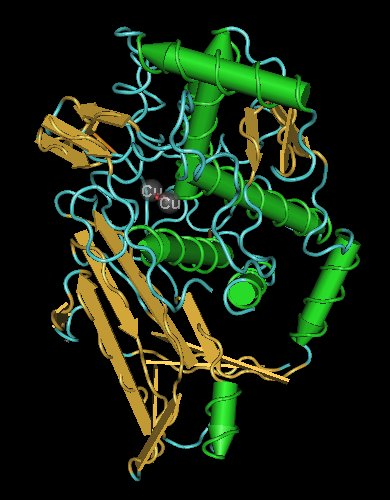
ヘモシアニン

ヘモシアニン (hemocyanin, Hc) は、呼吸色素のひとつ。エビ・カニ・昆虫の一部 等の節足動物、貝の一部やイカ・タコ等の軟体動物に見られる。ただし、軟体動物の赤貝や環形動物のゴカイは、ヘモシアニンではなくヘモグロビンと似た鉄由来のエリトロクルオリンという呼吸色素を持っているため、赤い血液を持っている。
ヘモシアニンは本来は無色透明だが、酸素と結びつくことで銅イオン由来の青色になる。ヘモシアニンの名称中に含まれている「シアン（英: cyan）」は、しばしば誤解されているような青酸ではなく、この銅イオン由来の青色を意味する。
3つのヒスチジン残基のもつイミダゾール環の窒素3つに囲まれた銅原子を2つ使い、酸素分子を挟むようにして結合する構造をとる。この構造中の銅原子により自然光から約600nmのオレンジ色の光が吸収され、その補色である青い色が現れる。この構造をサブユニットとして円柱状に配列した多量体をつくり、分子量は数百万に達する。
機能的には、ヘモグロビン、クロロクルオリン、ヘモエリスリンと同じく、酸素を運搬する呼吸色素の役割を持つ。ヘモグロビンとは異なり血球中に含まれるのではなく、血リンパ液に溶存する形で含まれる。ただし酸素の結合力は、ポルフィリン環内に鉄が配位されたヘモグロビンよりも弱い。